# Età dell'oro

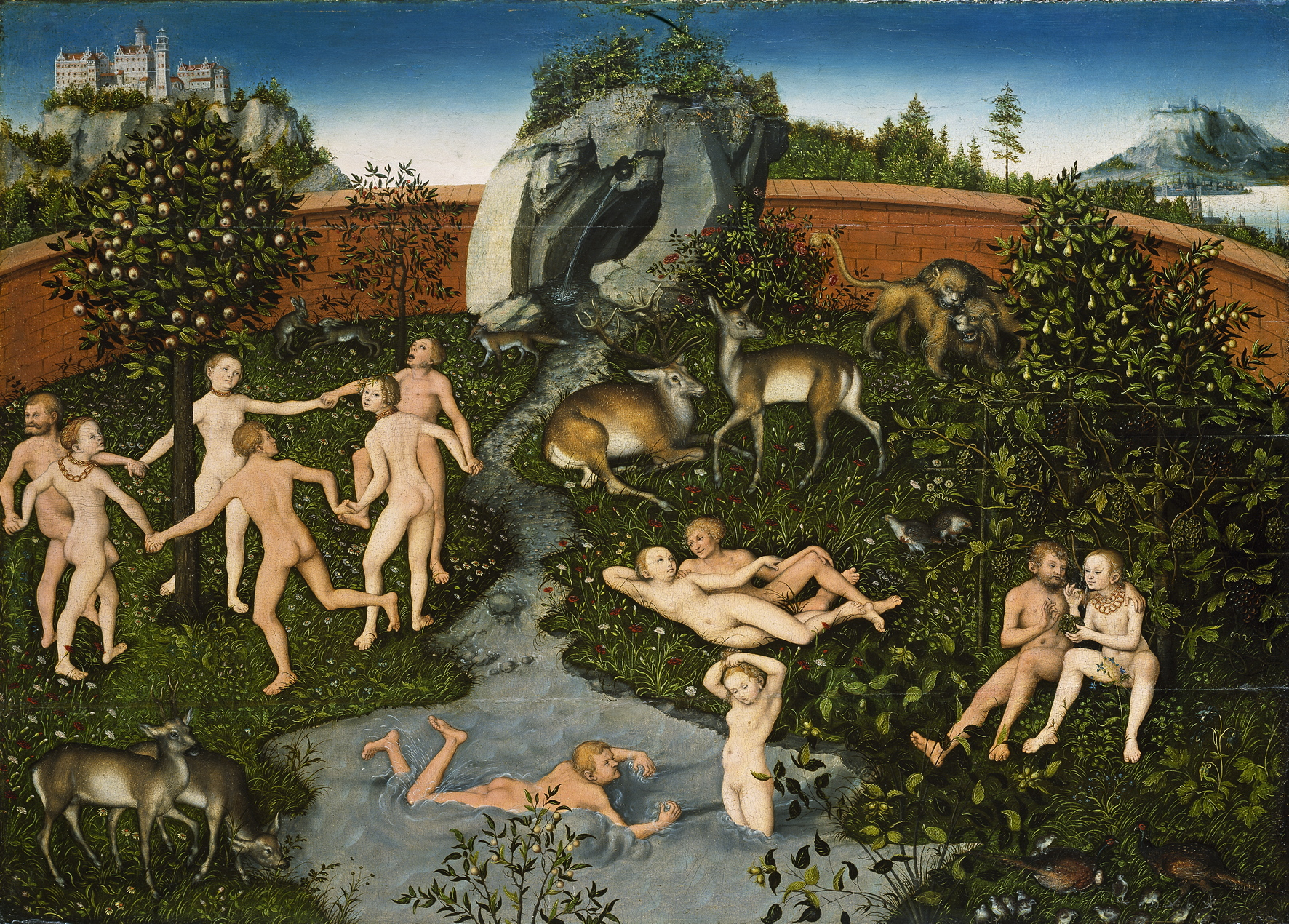
L'età dell'oro di Lucas Cranach il Vecchio (1530).

L'età dell'oro (o età aurea) è un tempo mitico di prosperità e abbondanza, ricorrente in varie tradizioni antiche, come quella greca, corrispondente nell'induismo al satya yuga. L'espressione italiana ricalca il latino aurea aetas.
Secondo le leggende, durante l'età dell'oro gli esseri umani vivevano senza bisogno di leggi, né avevano la necessità di coltivare la terra poiché da essa cresceva spontaneamente ogni genere di pianta. Non esisteva la proprietà privata, non c'era odio tra gli individui e le guerre non flagellavano il mondo. Era sempre primavera e il caldo ed il freddo non tormentavano la gente, perciò non c'era bisogno di costruire case o di ripararsi in grotte. Con l'avvento di Giove finisce l'età dell'oro e ha inizio l'età dell'argento.

## La visione di Esiodo
L'idea di un'"epoca dorata" compare per la prima volta nel poema Le opere e i giorni di Esiodo (metà dell'VIII secolo a.C.). 
Secondo il poeta si tratta della prima età mitica, il tempo di «un'aurea stirpe di uomini mortali», che «crearono nei primissimi tempi gli immortali che hanno la dimora sull'Olimpo. Essi vissero ai tempi di Crono, quando regnava nel cielo; come dèi passavan la vita con l'animo sgombro da angosce, lontani, fuori dalle fatiche e dalla miseria; né la misera vecchiaia incombeva su loro […] tutte le cose belle essi avevano» (Le opere e i giorni, versi 109 e seguenti).
Esiodo descrive altre quattro ere che sarebbero succedute all'età dell'oro in ordine cronologico:
- l'età dell'argento,
- l'età del bronzo,
- l'età degli eroi
- l'età del ferro.

Tale involuzione della condizione umana imposta da Zeus è dovuta alla creazione, ad opera degli dèi, di Pandora, la prima donna, donata all'uomo perché fosse punito dopo aver ricevuto dal Titano Prometeo il fuoco, rubato da quest'ultimo agli dèi. Pandora ha un ruolo simile a quello di Eva nei testi biblici: come Eva, a causa del peccato originale, nega all'uomo la vita felice nell'Eden, così Pandora apre un otre nel quale erano segregati tutti i mali che durante l'età dell'oro erano sconosciuti dagli uomini.

## La visione di Virgilio

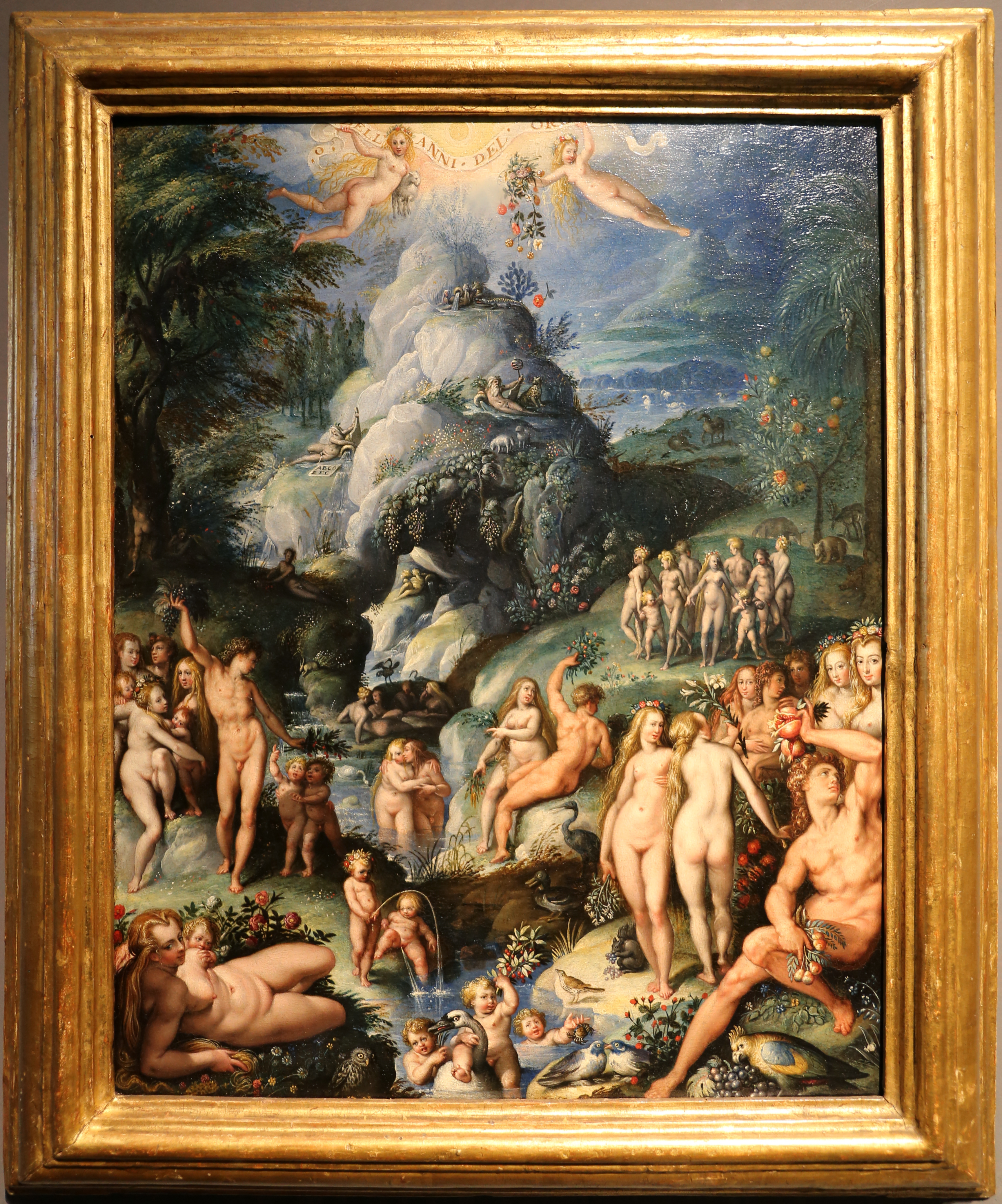
L'età dell'oro, di Jacopo Zucchi (1576)

Virgilio teorizza nella quarta egloga delle Bucoliche l'arrivo di un misterioso fanciullo. L'avvento di questo puer è caratterizzato dall'arrivo di una nuova età dell'oro, facendo così propria una visione ciclica della storia, scandita dalle età teorizzate da Esiodo precedentemente.
In tale egloga egli espone l'argomento in modo volutamente oscuro e incomprensibile: tale puer potrebbe essere identificato o in Ottaviano, o nel figlio che si sperava nascesse dal matrimonio tra Ottavia, sorella di Ottaviano, e Marco Antonio, o ancora nel console Pollione, o suo figlio.
In epoca augustea il mito dell'età dell'oro assume anche importanza specifica come fattore di propaganda politica. In epoca augustea l'età dell'oro rappresenta l'idealizzazione della nuova realtà politica:
(Eneide 6, 791-95 )
Il regno di Saturno succede a un tipo di società quasi ferina. Saturno è presentato come sinecista, come ordinatore politico e legislatore, soprattutto come garante della pace, compromessa dalla belli rabies e dall'amor habendi dell'età successiva. La figura così caratterizzata di Saturno anticipa quella di Augusto, che avrebbe appunto riportato gli aurea saecula secondo la profezia di Anchise prima citata (Eneide, 6, 791-95).
Nel suo poema didascalico, le Georgiche (I, vv. 121-54), Virgilio riprende il tema dell'evolversi del mondo dall'età dell'oro all'età del ferro, anzi dal regno di Saturno (ante Iovem) al regno di Giove.
Secondo i Cristiani del I secolo d.C., tale figura è da identificare in Cristo, tant'è che lo stesso Dante Alighieri sceglierà Virgilio come guida spirituale nell'Inferno e nel Purgatorio, proprio per la predizione del poeta.
Secondo Karl Büchner, il puer predetto da Virgilio sarebbe solo il simbolo della generazione aurea di cui si attende l'arrivo, e non un bambino storicamente esistito. Inoltre, questa ipotesi sarebbe convalidata dal fatto che Virgilio, nella IV ecloga, diviene interprete del comune desiderio di rigenerazione e di miglioramento che i romani dell'età tardo repubblicana provavano.
Certamente in questa quarta ecloga, pare chiara la necessità di un rinnovamento e di una rigenerazione dalle lotte civili del 50 a.C., possibile grazie alla probabile riconciliazione tra Ottaviano e Antonio, che sembrava preannunciare l'avvento di una nuova era di pace.

## La fortuna letteraria e storica
La concezione di Esiodo ebbe fortuna per tutta l'antichità e ritorna ad esempio nell'opera di Platone e del poeta romano Publio Ovidio Nasone. Quest'ultimo scrive nelle sue Metamorfosi:
(Ovidio, Metamorfosi, I 89-90)
Il poeta Tibullo nella terza elegia del primo libro narra di aver lasciato Roma a malincuore per seguire Messalla in Oriente. Gravemente ammalatosi, il senso della solitudine e della lontananza fa scattare l'appassionata rievocazione del tempo di Saturno, quando la terra non aveva ancora aperto le vie ai lunghi viaggi (vv. 35-50). Nel carme 64 di Catullo vi è, specie nell'epilogo, una opposizione fra l'età vissuta dal poeta e l'età mitica degli eroi. Al mitico passato, rispettoso della pietas, il poeta oppone il presente, che ha rifiutato la giustizia e ha meritato l'abbandono da parte degli dei.
Porfirio, citando Dicearco, riporta come in questo innocente periodo storico l'umanità si astenesse dal consumo di carne, facendo propria una frugale dieta vegetariana.
In Seneca tragico (Phaedra, 525-27) l'età dell'oro rappresenta il paradigma ideale su cui Ippolito proietta lo stato felice della vita agreste. Il mito dell'età dell'oro è sfruttato in chiave moralistica da Giovenale all'inizio della satira sesta (qui la decadenza dell'umanità è vista come l'allontanamento dalla terra della Pudicitia personificata).
Il concetto di età dell'oro è stato ripreso da Dante nella Divina Commedia. Dante si limita ad esprimere il suo pensiero al riguardo del paradiso terrestre che, a parer suo, era il luogo a cui si riferivano gli antichi greci. Come sua abitudine non esprime direttamente queste considerazioni, ma le fa pronunciare ad una fanciulla che incontra e che si rivelerà chiamarsi Matelda (Dante, Divina Commedia, Purgatorio - Canto ventottesimo, 139-144).
Oltre che nell'antichità, il tema dell'età dell'oro fu ripreso nel Cinquecento e nel Settecento. La sua ambientazione  viene nel Rinascimento ripresa anche da Iacopo Sannazzaro nella sua Arcadia, e rimarrà come tema popolare non solo di tipo leggendario e utopico, ma anche politico, ad esempio in Rousseau come progetto di ritorno a uno stato di natura.
Analogamente nell'esoterismo moderno l'età dell'oro viene ricondotta ad una condizione primordiale di contatto diretto dell'umanità col mondo celeste, un'epoca di innocenza e beatitudine simile all'infanzia, talora collocata in continenti ancestrali come Lemuria e Atlantide, dopo la quale sarebbe scaturita un'inevitabile e progressiva decadenza, ma di cui resta un bagliore nelle dottrine e nelle tradizioni spirituali tramandatesi fino ad oggi: l'origine di questa sapienza perenne sarebbe appunto di natura non storica né umana, bensì divina.